# 애니멘터리 한국설화
《애니멘터리 한국설화》는 한국의 옛 설화들을 애니메이션으로 각색하여 만든 KBS의 다큐멘터리 텔레비전 프로그램이다.

## 제작진
- CP : 이학송
- PD : 백능영
- 카메라 프로듀서 : 김용균
- 글·구성 : 조용오, 김아연
- 자료조사 : 최화영
- 애니메이션 재편집 및 진행 : 이재선, 이원희
- 애니메이션 : 최성준, 손용수, 강희경, 최병진. 조경아, 조용재, 박지혜, 이희정, 김신혜, 이병익
- 내래이션 : 문선희, 이장원, 윤세웅, 고재균
- 음악 : 사운드밸리
- 타이틀 작곡 : 나영호
- 음향효과 : 장기권, 이경신, 이주연
- 편집 감독 : 이석재
- 제작 편집 : 홍정근
- 더빙 감독 : 고문안
- 컴퓨터 그래픽 : 윤영숙
- 조명 : 우리라이트, 서울라이트
- 타이틀 : 이일구
- 촬영 협조 : 대한불교 조계종, 열반종
- 자문 위원 : 김해암 삼장법사, 김율희
- 아트 디렉터 : 이광록

## 수상 경력
- 2003년 제30회 한국방송대상 작품상 수상[1]